# 2942 Cordie
2942 Cordie è un asteroide della fascia principale. Scoperto nel 1932, presenta un'orbita caratterizzata da un semiasse maggiore pari a 2,2384228 UA e da un'eccentricità di 0,1534502, inclinata di 6,82075° rispetto all'eclittica.